# Hydromorphone
Hydromorphone, còn được gọi là dihydromorphinone, và được bán dưới tên thương hiệu Dilaudid và các thương hiệu khác, là một opioid được sử dụng để điều trị đau vừa đến nặng. Sử dụng lâu dài thường chỉ được khuyến cáo cho đau do ung thư. Nó có thể được sử dụng bằng miệng hoặc bằng cách tiêm tĩnh mạch, tiêm bắp hoặc dưới da. Các hiệu ứng thường bắt đầu trong vòng nửa giờ và kéo dài đến năm giờ.
Các tác dụng phụ thường gặp bao gồm chóng mặt, buồn ngủ, buồn nôn, ngứa và táo bón. Tác dụng phụ nghiêm trọng có thể bao gồm lạm dụng thuốc, huyết áp thấp, co giật, suy hô hấp và hội chứng serotonin. Giảm nhanh liều có thể dẫn đến hội chứng cai nghiện opioid. Sử dụng trong khi mang thai hoặc cho con bú thường không được khuyến khích. Hydromorphone được cho là hoạt động bằng cách kích hoạt thụ thể opioid, chủ yếu ở não và tủy sống. Hydromorphone 2 mg uống qua miệng tương đương với khoảng 10 mg morphin uống qua miệng.
Hydromorphone được cấp bằng sáng chế vào năm 1921. Nó có sẵn như là một loại thuốc gốc. Tại Vương quốc Anh, giá khoảng 0,32 bảng cho mỗi viên 2 mg vào năm 2019. Tại Hoa Kỳ, chi phí bán buôn của thuốc này là khoảng  đô la Mỹ 0,07/liều. Trong năm 2016, đây là loại thuốc được kê đơn nhiều thứ 212 tại Hoa Kỳ, với hơn 2,5 triệu đơn thuốc. Hydromorphone được làm từ morphin.